# Solco collaterale
Il solco collaterale è quel solco della superficie telencefalica che determina, all'interno dell'encefalo (per la precisione all'interno del corno inferiore del ventricolo laterale dell'encefalo), l'eminenza collaterale che è situata lateralmente all'ippocampo propriamente detto (Corno d'Ammone).